# 好望勋章
好望勋章或好望角勋章是南非共和国的一种爵位勋章。 

## 历史
好望勋章由南非共和制政体于1973年设立，授予那些促进了国际关系并有助于南非广泛利益的人士。该勋章于2002年被取消。
总统纳尔逊·曼德拉曾宣布，他打算改革勋章。新的南非政府将勋章视为种族隔离的遗留。首先，徽章被认为过于欧化（勋章上的光束、颜色、锚和拉丁文格言）；其次每次授予都会花费政府约11,000南非兰特。取而代之的是奥利弗·坦博之伴勋章。

## 等级
授予外国公民（1980年至1988年也授予南非公民）以表彰其在日益孤立的种族隔离制度状态下为促进国际关系所作的贡献。勋章最初分为五个等级：
- 大领（大颈饰）：只授予国家元首。
- 大十字：授予政府首脑、国家部长、法官、立法机构长官、国务部长、大使和总指挥等。
- 大官：授予立法者、外交官、高级军官等。
- 司令：授予临时代办、总领事、上校等。
- 官佐：授予领事、低级军官等。

1988年重组后：
- 大十字：授予具有功勋的人士（国家元首，某些特例是政府首脑）
- 大官：授予具有杰出功勋的人士（政府首脑、国家部长、法官、立法机构长官、 国务部长、大使、总司令等）
- 司令：授予格外立功的人士（立法者、外交官、高级军官等。）
- 官佐：授予临时代办、总领事、上校等。
- 员佐：作出卓越的服务的人士（领事、低级军官等。）

## 知名的大十字获得者（非详尽名单）
- 阿尔弗雷多·斯特罗斯纳，乌拉圭总统，1974年[2]
- 玛格莱特·撒切尔，英国前首相，1991年
- 弗朗索瓦·密特朗，法国总统，1994年[3]
- 罗伯特·穆加贝，津巴布韦总统，1994年[3]
- 明仁天皇，1995年[4]
- 伊丽莎白二世女王，前南非女王，1995年[4]
- 宰因·阿比丁·本·阿里，突尼斯总统，1995年[4]
- 若阿金·希萨诺，莫桑比克总统，1995年[4]
- 国王姆斯瓦蒂三世，1995年[4]
- 谢赫伊萨·本·萨勒曼·阿勒哈利法（巴林），1995年[4]
- 谢赫扎耶德·本·苏尔坦·阿勒纳哈扬（阿联酋），1995年[4]
- 女王玛格丽特二世 (丹麦)，1996年[5]
- 女王贝娅特丽克丝 (荷兰)，1966年[5]
- 雅克·希拉克，法国总统，1996年[5]
- 萨姆·努乔马，纳米比亚总统，1996年[5]
- 穆阿迈尔·卡扎菲，利比亚领导人[6]
- 穆罕默德·胡斯尼·穆巴拉克，埃及总统，1997年[6]
- 国王卡尔十六世·古斯塔夫，1997年[6]
- 马尔蒂·阿赫蒂萨里，芬兰总统，1997年[6]
- 苏哈托，印度尼西亚总统，1997年[6]
- 约韦里·穆塞韦尼，乌干达总统，1997年[6]
- 国王哈拉尔五世，1998年[7]
- 比尔·克林顿，美国总统，1998年[7]
- 菲德尔·卡斯特罗，古巴国务委员会主席兼部长会议主席，1998年[7]
- 亚西尔·阿拉法特，1998年[7]
- 国王胡安·卡洛斯一世，1999年[8]
- 索菲娅 (西班牙王后)，1999年[8]
- 克劳斯亲王 (荷兰)，1999年[8]
- 卡布斯·本·赛义德·阿勒赛义德，阿曼苏丹，1999年[8]
- 江泽民，中共中央总书记兼中国国家主席，1999年[8]
- 鲍里斯·尼古拉耶维奇·叶利钦，俄罗斯总统，1999年[8]